# SATEDI
SATEDI (acronyme de « Spectre autistique, troubles envahissants du développement, international ») est une association française créée en 2004, la première association francophone entre personnes autistes.

## Historique
D'après Stéfany Bonnot-Briey, en 2002 et 2003, il n'existait aucune structure représentant les personnes autistes en France, en raison de la grande méconnaissance de l'autisme à haut niveau de fonctionnement et du syndrome d'Asperger, ce qui motive la création d'une association. SATEDI est une association à but non lucratif relevant de la loi du 1er juillet 1901. Créée par une Québécoise, Brigitte Harrisson, travailleuse sociale et autiste de haut niveau, et une jeune femme française, Stéfany Bonnot-Briey, auxiliaire de vie scolaire diagnostiquée avec un syndrome d'Asperger, SATEDI est la première association francophone d'auto-représentation des personnes autistes à voir le jour. Elle est déclarée le 4 février 2004 à la sous-préfecture de Bayonne. Son siège, d'abord à Anglet, est transféré à La Garenne-Colombes en août 2005, à Malakoff en août 2007 puis à Vif en août 2008.
En 2012, elle restait l'unique association entre personnes autistes active en France.

## Actions et réalisations
Cette association est active en France, au Québec, en Suède et en Belgique. Elle adopte un discours visant à diffuser des informations fiables sur les troubles du spectre de l'autisme aux familles et aux personnes autistes,,. 
Les membres de SATEDI ont réalisé en 2006 une pochette de sensibilisation pour l'intégration des élèves avec autisme dans un milieu scolaire.
Josef Schovanec recommande la lecture du forum de discussion de SATEDI aux francophones concernés par l'autisme.

## Prises de position
Devenu président de SATEDI en 2006, Emmanuel Dubrulle a participé aux recommandations de la Haute Autorité de santé en 2012. Il a déclaré souhaitable de « balayer les comportements autistiques afin que la personne puisse vivre avec les neurotypiques ». Il s'oppose personnellement au communautarisme, et dénonce des sur-diagnostics d'autisme posés dans les pays anglo-saxons sur des personnes introverties ou « anormales ». Lui-même se déclare peu attaché à l'« étiquette » de syndrome d'Asperger. Il témoigne en 2012 d'avoir observé « les agissements de personnes qui ont cherché à obtenir un diagnostic et qui ont petit à petit composé un personnage de SA (syndrome d'Asperger) et si cela ne suffisait pas, de SA avec des handicaps prononcés, avec des problèmes d’élocutions qui n’existaient pas quelques mois avant, des difficultés de compréhension qui n’existaient pas non plus, en bref ces personnes s’entraînaient à avoir l’air de plus en plus « atteintes », parfois elles y arrivent vraiment au point de leurrer des psychologues cliniciens et des psychiatres en développant une personnalité de surface mais qu’elles rendent de plus en plus permanente ».
Comme le note la sociologue française Brigitte Chamak, les membres de SATEDI n'adoptent pas de discours communautariste ni de réelle défense de la neurodiversité à cette époque, contrairement aux associations anglophones du même domaine. SATEDI s'est rapprochée des positions d'Autisme France, qui a proposé à quelques-uns de ses membres de faire partie de leur conseil d’administration.
En 2016, l'association s'est prononcée contre l'utilisation du packing.